# Тиле, Ричард Юльевич
Ри́чард (Рихард) Ю́льевич Ти́ле (1843—1911) — российский учёный, фотограф, пионер аэрофотографии и инженерной фотограмметрии в России, автор трудов по фотографии и фотограмметрии, выходец из Саксонии.

## Биография
Окончил Художественную академию в Дрездене, приехал в Россию и поступил на службу в одно из самых знаменитых и престижных фотоателье Российской империи — «Шерер, Набгольц и Ко». В Москве с 1865 года, проживал по адресу: угол Маросейки и Козьмодемьяновского переулка, дом Леоновых, кв. 11. Открыл в доме князя Гагарина, фотографическое заведение на Кузнецком мосту, где занимался, кроме фотографии, и фототипией.
В 1887 г. Тиле уже маститый фотохудожник информирует о новом моментальном способе съёмки портретов:
«Придворный фотограф-художник Р. Тиле, Москва, Кузнецкий мост, № 13, принимает заказы на моментальные снимки вечером при свете магния! Особенно рекомендую к предстоящим праздникам снимки детей около ёлки, семейных, театральных, костюмированных групп и живых картин. Образцы выставлены». 
Примерно в это же время Тиле провел первые опыты по съёмке театральных спектаклей при свете магния. Он сделал несколько удачных снимков сцен из феерии «Волшебные пилюли» и оперы «Отелло» в Большом театре; потом эти фотографии демонстрировались на одной из петербургских выставок.
Московская пресса писала в те годы:
«Однако способ, примененный г-ном Тиле, представлял крайнюю опасность для театра в отношении пожара, а экспонированные снимки были так им сильно ретушированы, что нельзя было определить, что именно дала фотография и что исправлено художником». 
С 1890 г. фотографы любили и практиковали съёмку театральных сцен в своих собственных заведениях, куда приглашали актёров. Там снимались сцены и даже целые спектакли московских театров, но как таковых фотостудий в Москве при театрах не было. Другая картина наблюдалась в Петербурге: в 1890 г. в правом крыле Мариинского театра открылось фотоателье Императорских театров, которое занимало сразу три этажа.

В 1889 г. на фотовыставке в Петербурге Тиле была присуждена медаль Императорского Русского технического общества «…за превосходные работы по разнообразным отраслям фотографии и её применений…» Журнал «Фотографический вестник» отмечал: 
«Интересные фотографии, относящиеся к физиологии (развитие зародыша, различные состояния гипнотизированного и пр.), доставил Тиле, относительно которого следует заметить, что по разнообразию и в то же время превосходству своих работ он составляет редкость между профессионалами-светописцами».
После 1896 г. фотограф был приглашен в Министерство путей сообщения в Петербурге на заведование фототопографическими работами. Министерство командировало его за границу для изучения фототопографического метода. После командировки Тиле возглавил фототопографическую часть экспедиции «по изысканию железных дорог в Забайкалье, Закавказье и в Персии».
С 1898 г. Тиле Р. Ю. — член Русского Фотографического Общества (РФО). РФО, на заседаниях которого выступали Н. Е. Жуковский, К. А. Тимирязев и другие видные учёные, располагалось в здании Пассажа К. С. Попова (Джамгаровых) (Улица Кузнецкий Мост, дом № 12)
Вот как характеризует Р. Ю. Тиле Константин Владимирович Чибисов (1897—1988; член РФО с 1918 г.) в своих очерках об истории:
«…пионер аэрофототопографии и инженерной фотограмметрии в России, в поисках повышения производительности фотоаппарата создал в 1898 г. панорамограф — комплексную фотокамеру с семью объективами, из которых один — центральный — плановый, а остальные шесть — перспективные. При помощи боковых камер, расположенных под углом 30°, получались перспективные снимки видимого горизонта, которые обрабатывались в другом приборе, также конструкции Тиле, — перспектометре; в результате получали ортогональный план местности. Следует заметить, что описанные приборы появились раньше, чем аналогичные во Франции и Австрии».
В конце 1897 г. фотографию Р. Ю. Тиле купил Д. И. Песчанский, дав ей новое название: «Художественная, бывш. Тиле».
Практически до самой своей смерти Тиле читал лекции по фотографии.
16 декабря 1911 г. Р. Ю. Тиле умер в Москве, прожив 68 лет; похоронен на Введенском кладбище; могила утрачена.

## Труды
- Р. Ю. Тиле «Руководство к печатанию фотографии жирными красками фотоавтокопистом. Пер. с франц. с прибавлением собственных опытов художника-фотографа Р. Тиле», 1888
- Р. Ю. Тиле «Возможно ли получить в глазу убитого оптограмму убийцы?», реферат 1892 г.
- Р. Ю. Тиле «Фототопографія въ современномъ развитіи», в трех томах, С-Петербург, 1907 г.
- Р. Ю. Тиле «О быстрой и точной съемке дельты р. Волги. (Доклад, читанный в заседании Российского общества рыбоводов и рыболовов 2 декабря 1906 г.)» Петербург, 1909 г.
- Р. Ю. Тиле «Приложение фотограмметрии к изучению памятников старины», доклад в Историческом музее на заседании Археологического общества 18 января 1911 г.
- Р. Ю. Тиле «Фотограмметрия и её приложение в географии и естествознании», доклад в Политехническом музее на собрании Общества любителей естествознания и его Географического отделения, 5 февраля 1911 г.